# Янкович, Петер
Петер Янкович (нем. Peter Jankowitsch; род, 10 июля 1933, Вена) — австрийский политический деятель, дипломат.
Получил юридическое образование в Венском университете. Вступил в ряды Социал-демократической партии Австрии. В 1983—1986, 1987—1990 и 1992—1993 годах был депутатом Национального совета Австрии. В 1986—1987 годах занимал пост федерального министра иностранных дел. В 1990—1992 годах повторно входил в правительство в качестве статс-секретаря в ведомстве федерального канцлера. В 1993—1998 годах служил послом Австрии в ОЭСР в Париже. Входил в руководство Бильдербергского клуба.